# Chébli
Chébli (em árabe: الشبلي) é uma cidade e comuna localizada na província de Blida, Argélia. Segundo o censo de 2008, a população total da cidade era de 29 660 habitantes.